# 奇虎360与百度争斗事件
奇虎360与百度争斗事件，又称360百度大战、3B大战，后来因为搜狐的介入而又被称3SB大战。是2012年8月中旬，奇虎悄然推出360综合搜索，对中国最大搜索引擎百度予以突袭，并引起百度对360进行反击的事件。是继3Q大战之后，360再次与中国大型互联网企业争斗的事件。事件过后，百度宣布控告奇虎。最终2013年4月27日，北京市第一中級人民法院判决360败诉，要求360停止不正当竞争行为、连续15日在首页道歉声明、赔偿百度损失人民幣45万元。

## 事情发展

### 2012年8月（8.16-8.31）
2012年8月16日，奇虎旗下的360搜索开始了低调测试。8月20日，“综合搜索”正式上线，搜索口号是“搜索一下”，同时360安全网址中的默认搜索从百度调换成综合搜索。360还将搜索栏右边的新闻搜索链接从百度调换成综合搜索。部分网民还发现一些版本的360浏览器右上角的工具栏也从百度换成了综合搜索。
2012年8月22日，360将综合搜索中的“问答”一项从默认的百度换成了奇虎问答。
2012年8月28日，网民在综合搜索中，选择来自百度相关服务的搜索时，会被带入百度的网页快照。而这种情况好像是只对一些人们常用的浏览器发生，诸如Firefox、360浏览器和IE就会跳转，而Google Chrome则不会跳转。
2012年8月29日，360将综合搜索中的各种选项中的搜索信息“去百度化”，将新闻搜索改成了其综合新闻，网页搜索改为综合搜索，微博搜索改为新浪微博，视频搜索改为360影视，MP3搜索改为搜狗MP3，图片搜索改为即刻图片（即刻搜索旗下产品），地图搜索改为Google地图，问答改为奇虎问答，购物搜索改为是淘宝网。但是从下拉框中依旧可以找到百度的身影。
2012年8月30日，百度多家代理公司宣布不使用360的产品，泛亚信息技术江苏有限公司（百度在江苏的合作伙伴）要求全部员工在工作期间禁用所有360产品。烟台欣商信网络科技有限公司和青岛商至信网络科技有限公司（都是百度代理商）单方面宣称员工电脑无缘无故被安装上了360浏览器。事后，这两家公司要求所有员工立即卸载电脑里的360产品。

### 2012年9月（9.1-9.22）
2012年9月2日，百度工程师进行测试。百度工程师制作了一个内部网页，没有任何外链。之后，百度工程师不断用360浏览器打开这个网页。约2小时后，百度工程师再度用综合搜索搜索内部网页关键字，结果搜索结果中出现了该网页，而用其他搜索引擎则搜索不到。360浏览器窥探用户隐私已成事实。
2012年9月3日，3B大战持续半月，百度首次声稱：“欢迎360来竞争”另外，金山公司宣称要投资一亿，成立“火眼搜索安全实验室”，并声称“该实验室将为网民研究国内所有搜索引擎存在的安全问题，包括是否是钓鱼网址，有没有恶意链接，有没有暗链、盗链，及泄露隐私等现状，分析内容，定期发布监察报告和解决方案，为网民保驾护航”。
2012年9月8日，360浏览器在右下角新增加了“推荐到360搜索功能”。针对这个功能，SP -IT新聞的人員做了一个实验，将文章内容推荐到360搜索之后，发现这篇文章已经被360搜索收录，出现在搜索页面的首页。
2012年9月11日，有网友贴图举证360综合搜索只是将“百度一下”改为“搜索一下”。抽样调查显示，360综合搜索与百度搜索的搜索结果前十条的相似度高达80%。360或将面临侵权难题。
2012年9月12日，在北京举行的2012中国互联网大会上，当人们谈及3B大战时，腾讯CEO马化腾称：“坚决反对假借用户之名，做一些用户难以辨别的事情。”而周鸿祎则笑称：“感谢马化腾替我做了很多宣传，移动互联网安全也是我们360正在持续做的事情。腾讯转型的成功应该感谢360。”
2012年9月14日，腾讯宣布投资10亿元成立安全基金，由原本与奇虎360合作，轉為加入与奇虎360競爭。原来处于竞争关系的百度和腾讯合作，使3B大战进入了“短兵相接”的阶段，3B大战从此正式升级。
2012年9月15日，360安全网址将必应加入到搜索引擎下拉栏，而且在百度之上。
2012年9月21日，奇虎360将旗下的360搜索域名改为so.com。
2012年9月22日，百度隱藏所有關於"3B大战"的消息，只保留評論。

## 对外影响

### 对谷歌的影响
搜狗CEO王小川说：“受到360搜索冲击最大的其实是谷歌中国，甚至可以说是谷歌中国的末日。”因为此前360浏览器默认的是谷歌，它给谷歌所带来的流量最高时曾占据谷歌中国流量的7成。但是现在，随着360搜索的诞生，谷歌份额受到了挤压，甚至成為退出中國市場的其中一個主因。

### 对搜狗的影响
综合搜索的出现，搜狗与百度相争的情况就会有所缓解，但有人认为搜狗很有可能与360联合，一起对抗百度。
9月3日，搜狐CEO张朝阳宣布参加3B大战。在360还未出现和谷歌退出之后这一段时间内，搜狗一直与百度相争，但百度依然名列头衔。如今3B大战爆发，搜狗趁机加入，形成“3SB大战”局面。
搜狗的评测报告称，综合搜索整体效果略胜于搜搜，但仍无法超过百度，谷歌和搜狗。其中，综合搜索在热词查询上效果比较好，与百度、谷歌持平，明显好于搜狗和搜搜；而在长尾词搜索效果上目前表现还较差。其实360和搜狗的竞争对象不是搜索流量，而是浏览器的下载量。众所周知，360旗下有360安全浏览器和360极速浏览器，搜狗旗下有搜狗浏览器和搜狗高速浏览器，双方浏览器的使用率都很多，但是360在某些方面要略胜一筹。360的两个浏览器存在着网速慢的问题，就算是360极速浏览器的网速也比谷歌Chrome慢很多倍。但是360浏览器默认主页是360安全网址，很多人选择这个网址，这大大减少了与百度合作的hao123网址导航和百度旗下的百度网址导航的浏览率。360正是通过这一点推出综合搜索的。

### 对政府的影响
9月3日，负责监管互联网的相关部门通过百度、360、搜狐等企业了解事态进展，试图调停该事件。